# Weil wir Champions sind
Weil wir Champions sind ist ein deutscher Spielfilm, der am 5. April 2022 auf RTL+ veröffentlicht wurde. Das Drama begleitet einen Basketballtrainer beim Trainieren einer Mannschaft geistig beeinträchtigter Spieler und ist eine Adaption des spanischen Films Campeones.

## Handlung
Basketballtrainer Andreas hat bereits bessere Zeiten erlebt: Er verliert seinen Job, seine Frau trennt sich von ihm und er wird mit Alkohol im Blut beim Autofahren erwischt. Zur Strafe muss er Sozialstunden ableisten. Aber nicht einfach irgendwo, sondern als Trainer einer Basketballmannschaft geistig behinderter Spieler. Der ehrgeizige Bundesligatrainer hat Probleme, sich auf diese Aufgabe einzulassen. Schnell merkt Andreas, dass es dem Team nicht so sehr auf Gewinne und Pokale ankommt, und lernt, wie wichtig Zwischenmenschlichkeit im Leben ist.

## Hintergrund
Weil wir Champions sind ist eine Adaption der spanischen Tragikomödie Wir sind Champions (Originaltitel: Campeones) von Javier Fesser aus dem Jahr 2018. Der Film kam in der 91. Oscarverleihung in die Vorauswahl für den Besten fremdsprachigen Film und hatte im Kino drei Millionen Zuschauer.

## Produktion
Der Film ist eine Produktion von Constantin Film für RTL+. Nachdem die Komödie im April 2022 auf RTL+ erschienen war, folgte am 25. Mai 2022 die TV-Ausstrahlung auf VOX. Das Projekt wurde unter anderem von der Film- und Medienstiftung NRW mit einer Million Euro gefördert.